# Tegula gruneri
Tegula gruneri är en snäckart som först beskrevs av Philippi 1849.  Tegula gruneri ingår i släktet Tegula och familjen pärlemorsnäckor. Inga underarter finns listade i Catalogue of Life.